# 唯是康彦
唯是 康彦（ゆいぜ やすひこ、1928年8月13日 - ）は、日本の経済学者で、千葉経済大学客員教授。専門は、農業経済学、食糧問題。70～80年代の日本の農業政策に大きな影響を及ぼし、特に農産物自由化論者の代表として知られる。農水大臣の候補に挙がったこともしばしば。

## 来歴・人物
1928年、北海道札幌市生まれ。札幌一中（現・北海道札幌南高等学校）、北海道大学文学部を卒業後、1955年に東京大学経済学部卒業。同年、農林水産省農業総合研究所に入り、1979年に計画部長となる。この間にシカゴ大学大学院修了。その後、一橋大学講師、千葉大学法経学部教授、同法経学部長を歴任する。1994年から千葉経済大学経済学部長、同大学院経済学研究科長、同地域総合研究所所長を務めた。現在、日本経営労務協会会長、同地域政策フォーラム代表。
邦楽家の唯是震一は従兄。

## 著書

### 単著
- 『食料の経済分析』（同文書院, 1971年）
- 『新食料経済学』（同文書院, 1972年）
- 『日本の食糧経済』（日本放送出版協会［NHKブックス］, 1988年）
- 『Excelで学ぶ経済学入門』（東洋経済新報社, 1997年）
- 『Excelで学ぶ計量経済学入門』（東洋経済新報社, 2000年）

### 共著
- （田村真八郎）『食糧危機――その構造と保障の戦略』（ダイヤモンド社, 1974年）
- （児島俊弘）『農業経済学』（青林新社, 1976年）
- （行武潔）『製材・合板・紙パルプの計量経済分析』（黄帆社, 1977年）
- （三浦洋子）『食料システムの経済分析』（税務経理協会, 1997年）
- （三浦洋子）『Excelで学ぶ食料システムの経済分析』（農林統計協会, 2003年）

### 編著
- 『80年代の食糧』（富民協会, 1979年）
- 『資源戦争――石油と食糧』（家の光協会, 1979年）

### 共編著
- （斎藤優）『世界の食糧問題と日本農業――食糧の安全保障は万全か』（有斐閣, 1981年）
- （馬場啓之助）『日本農業読本』（東洋経済新報社, 1986年）

### 訳書
- D・ゲール・ジョンソン, ロバート・L・グスタフソン『穀物収量の統計分析――アメリカの食糧供給力の問題』（農政調査委員会, 1966年）
- レスター・R・ブラウン『失われゆく食糧――食糧危機への提言』（佑学社, 1975年）
- 『食糧超大国の崩壊――アメリカ農務省特別調査報告』（家の光協会, 1982年）
- H・リンネマンほか『21世紀への世界食糧計画――MOIRAモデルによる予測』（東洋経済新報社, 1982年）
- レスター・R・ブラウン『地球の復活』（東洋経済新報社, 1983年）